# Anders (kortfilm)
Anders is een Belgische kortfilm uit 2017 die zowel geschreven als geregisseerd is door Rutger Denaet. De kortfilm ging in première tijdens het Filmfestival van Oostende in 2017 en kwam tot stand met de samenwerking van de stad Oostende en het FFO.

## Verhaal
Max, een zestienjarige jongen ‘ontdekt’ dat hij zich eigenlijk meer seksueel aangetrokken voelt tot jongens, maar wil dit niet aanvaarden. Tijdens zijn zoektocht naar zichzelf komt hij in benarde situaties terecht. Hij wordt bevriend met een homoseksuele jongen omdat hij zich afvraagt of hij op die jongen verliefd kan worden of niet, maar eigenlijk misleidt hij deze jongen voor z’n eigen bestwil. De film probeert jongeren in soortgelijke situaties te helpen en hen steun te bieden.

## Rolverdeling
| Acteur                 | Personage |
| ---------------------- | --------- |
| Mil Sinaeve            | Max       |
| Dré Dobbelaere         | Nigel     |
| Lize Vanherle          | Laura     |
| Annelaure Vanhaverbeke | Moeder    |
| Wouter Sinaeve         | Vader     |
| Nette Vandenbussche    | Lisa      |
| Thomas Van Driessche   | Laurens   |